# Carmen Spielberger
Carmen Spielberger (20 aprile 2002) è una sciatrice alpina austriaca.

## Biografia
Specialista delle prove veloci attiva dal novembre del 2018, in Coppa Europa Carmen Spielberger ha esordito il 26 gennaio 2022 a Sankt Anton am Arlberg in discesa libera (47ª), ha conquistato il primo podio il 13 dicembre 2024 a Sankt Moritz nella medesima specialità (2ª) e la prima vittoria nella seconda discesa libera disputata lo stesso giorno nella stessa località. Ha debuttato in Coppa del Mondo il 28 febbraio 2025 a Kvitfjell in discesa libera (47ª); non ha preso parte a rassegne olimpiche o iridate.

## Palmarès

### Coppa Europa
- Miglior piazzamento in classifica generale: 5ª nel 2025
- 5 podi:
  - 1 vittoria
  - 3 secondi posti
  - 1 terzo posto

#### Coppa Europa - vittorie
| Data             | Località     | Paese    | Specialità |
| ---------------- | ------------ | -------- | ---------- |
| 13 dicembre 2024 | Sankt Moritz | Svizzera | DH         |

Legenda:

DH = discesa libera

### Campionati austriaci
- 1 medaglia:
  - 1 argento (discesa libera nel 2025)